# Dr. Living Dead!
Dr. Living Dead! ist eine schwedische Thrash-Metal-Band aus Stockholm. Die Band steht bei High Roller Records unter Vertrag und hat vier Studioalben veröffentlicht. Ein Markenzeichen der Band sind die Totenkopf-Masken, die die Mitglieder tragen.

## Geschichte
Die Band wurde im Jahre 2007 gegründet und erhielt ihren Namen von einem Experiment der Regierung der Vereinigten Staaten. Mit Hilfe von Giftmüll und zwei Gehirnen sollte ein Supersoldat erschaffen werden. Als das Experiment scheiterte, wurde die Versuchsperson ins Weltall abgeschoben und nahm von dort aus einen Rachefeldzug. Noch im Gründungsjahr veröffentlichte die Band ihr erstes Demo Thrash After Death, dessen Titel eine Hommage an das Livealbum Live After Death von Iron Maiden darstellen soll.
Ein Jahr später folgte das zweite Demo Thrashing the Law, bei dem der Schlagzeuger Dr. Ape zum Gesang wechselte. Nachfolger am Schlagzeug wurde Dr. New Drummer, der bereits ein Jahr später von Dr. Dawn abgelöst wurde. Schließlich wurde die Band von High Roller Records unter Vertrag genommen, die im Jahre 2011 das selbstbetitelte Debütalbum veröffentlichten. Das Album wurde vom ehemaligen Dismember-Schlagzeuger Fred Estby produziert.
Dr. Living Dead! spielte eine Europatournee mit Evile und Portrait. Im Jahre 2012 spielte die Band auf dem Rock Hard Festival, ehe sie ihr zweites Studioalbum Radioactive Intervention aufnahmen. Innerhalb von zwei Wochen wurde das Album erneut von Fred Estby produziert. Das deutsche Magazin Metal Hammer wählte Radioactive Intervention zum Album des Monats.
Im August 2022 gab die Band ihre Auflösung bekannt.

## Diskografie
- 2007: Thrash After Death (Demo)
- 2008: Thrashing the Law (Demo)
- 2011: Dr. Living Dead!
- 2012: Radioactive Intervention
- 2015: Crush the Sublime Gods
- 2017: Cosmic Conqueror